# Bruno Sammartino
Bruno Leopoldo Francesco Sammartino (* 6. října 1935 – 18. dubna 2018) byl italsko-americký profesionální zápasník a kulturista. Známý je především díky svému působení ve World Wide Wrestling Federation (WWWF, nyní WWE). Je všeobecně považován za jednoho z nejlepších profesionálních wrestlerů všech dob a jeho 2 803 dní trvající držení pásu WWE Championship v rámci WWWF je nejdelší v historii tohoto šampionátu a zároveň nejdelší v historii WWE.

## Dětství
Narodil se v Itálii do sedmičlenné rodiny a vyrůstal v chudobě. Jako dítě přežil německou okupaci Itálie během druhé světové války. V roce 1950 přišel s rodinou do Spojených států, kde se usadili v Pittsburghu. Později se začal věnovat kulturistice a v roce 1959 zahájil kariéru profesionálního zápasníka.

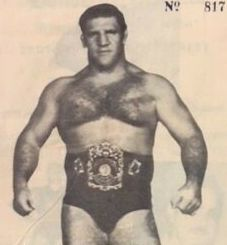
Bruno Sammartino v roce 1975

## Kariéra
Než se připojil k WWWF, zápasil v různých organizacích, například v National Wrestling Alliance (NWA). Když byl již nějakou dobu považován za budoucí hvězdu společnosti, získal v roce 1963 WWWF World Heavyweight Championship, když porazil Buddyho Rogerse, prvního šampiona tohoto pásu, potřeboval k tomu pouze 48 sekund. Titul držel rekordních 2 803 dní, tedy téměř osm let. Mezi jeho oblíbené arény patřila Madison Square Garden, během své kariéry ji mnohokrát vyprodal. Později získal zpět titul WWWF Heavyweight Championship, a to v roce 1973, kdy mu vládl ještě 1237 dní, než postupně ukončil svou plnohodnotnou kariéru.
V roce 2013 přijal pozvání do WWE Hall of Fame, které v předchozích letech několikrát odmítl. Nakonec nabídku ke vstupu přijal, protože byl spokojen s tím, jak společnost řešila jeho obavy z rozbujelého užívání drog a vulgarit. Slavnostní ceremoniál se konal 6. dubna 2013 v Madison Square Garden a Sammartina uvedl Arnold Schwarzenegger. Dne 7. října 2013 se objevil v epizodě Raw, v rodném Pittsburghu se mu dostalo blahopřání k narozeninám. Dne 28. března 2015 uvedl Larryho Zbyszka do Síně slávy WWE. Jeho odkaz ocenil i známý wrestler Terry Funk.

## Osobní život
Od roku 1959 až do své smrti v roce 2018 byl ženatý s manželkou Carol. Měli spolu tři syny, Davida a dvojčata Dannyho a Darryla. Byli prarodiči čtyř vnoučat. Sammartinovi žili od roku 1965 v Ross Township v okrese Allegheny v Pensylvánii nedaleko Pittsburghu. Uvedl, že od roku 1998 se se synem Davidem nestýkal, protože mu nesplnil přání být jeho tag teamovým partnerem v jeho posledním zápase.
Dne 6. dubna 2013 obdržel v Jersey City ve státě New Jersey symbolický klíč od města. Dne 17. květen 2013 byl v okrese Allegheny v Pensylvánii vyhlášen „Dnem Bruna Sammartina“. V roce 2013 se Sammartino objevil jako jeden z členů rady guvernérů v celostátně vysílaném 69. ročníku Kolumbova průvodu.

## Smrt
V roce 2011 podstoupil operaci srdce. Zemřel 18. dubna 2018 ve věku 82 let po dvouměsíční hospitalizaci na selhání mnoha orgánů v důsledku srdečních problémů. WWE uctila jeho památku tzv. ten-bell salute v show v Kapském městě a později téhož dne a znovu v epizodě Raw v St. Louis. 

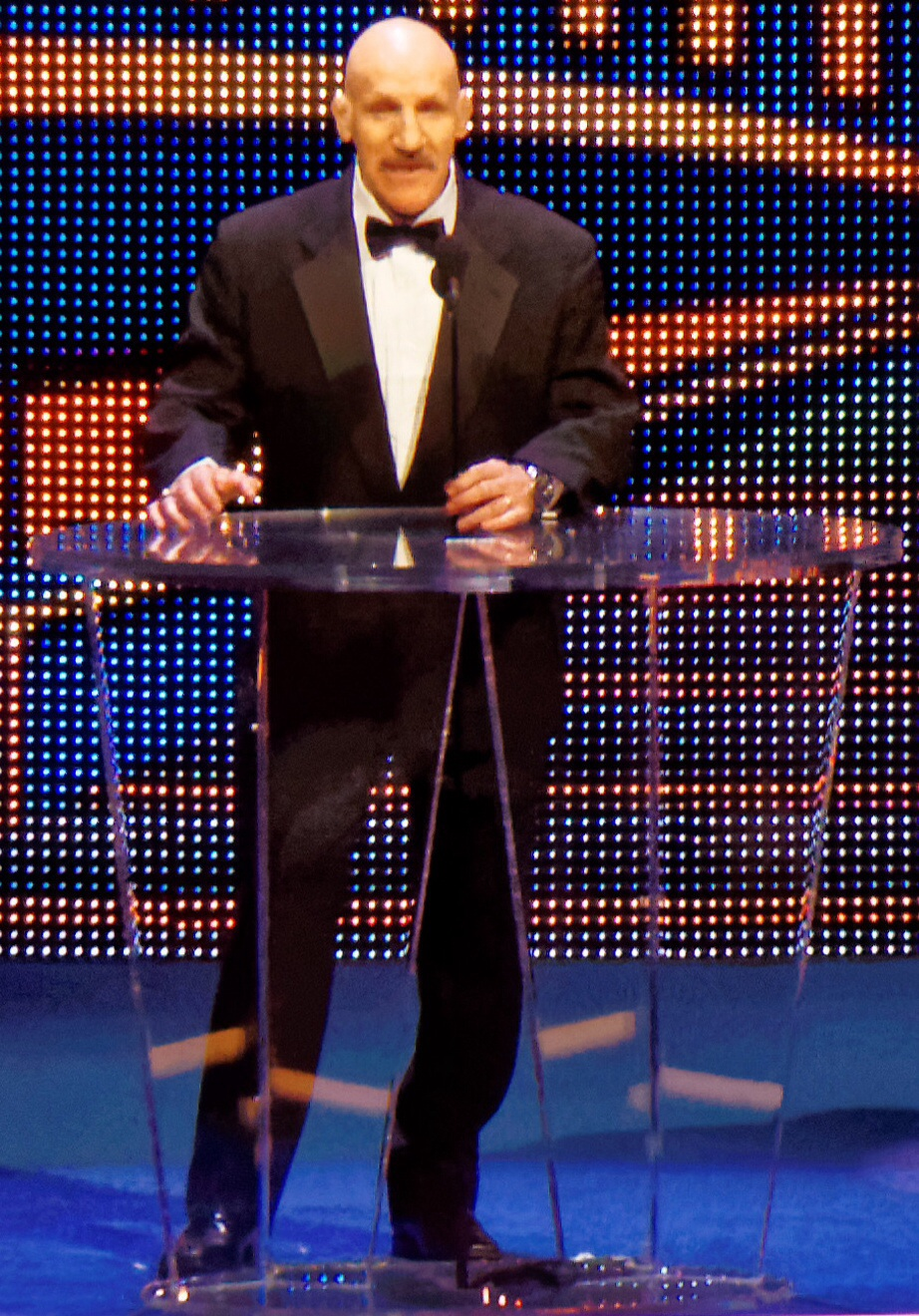
Bruno Sammartino v roce 2013

## Úspěchy a ocenění
- George Tragos/Lou Thesz Professional Wrestling Hall of Fame
  - 2019
- International Professional Wrestling Hall of Fame
  - 2021
- International Sports Hall of Fame
  - 2013
- Keystone State Wrestling Alliance
  - KSWA Hall of Fame (2012)
- Maple Leaf Wrestling
  - NWA United States Heavyweight Championship (1x)
  - NWA International Tag Team Championship (1x) – s Whipperem Billym Watsonem
- NWA Hollywood Wrestling
  - Los Angeles Battle Royal (1972)
- Pro Wrestling Illustrated
  - Inspirational Wrestler of the Year (1976)
  - Match of the Year (1972) Battle royal
  - Match of the Year (1975) vs. Spiros Arion
  - Match of the Year (1976) vs. Stan Hansen
  - Match of the Year (1977) vs. Superstar Billy Graham
  - Match of the Year (1980) vs. Larry Zbyszko
  - Stanley Weston Award (1981)
  - Wrestler roku (1974)
  - Ranked No. 200 of the top 500 singles wrestlers of the "PWI Years" in 2003
- Professional Wrestling Hall of Fame and Museum
  - 2002
- World Wide Wrestling Alliance
  - Hall of Fame (2008)
- World Wide Wrestling Association
  - WWWA World Heavyweight Championship (1x)
- World Wide Wrestling Federation / WWE
  - WWWF World Heavyweight Championship (2x)
  - WWWF United States Tag Team Championship (1x) – s Spirosem Arionem
  - WWWF International Tag Team Championship (2 times) – sThe Battmanem (1) a Dominicem DeNuccim (1)
  - WWE Hall of Fame (2013)
  - WWE Bronze Statue (2014)
- World Wrestling Association (Indianapolis)
  - WWA World Tag Team Championship (1 time) – s Dickem the Bruiserem
- World Wrestling Council
  - WWC North American Heavyweight Championship (1x)
- Wrestling Observer Newsletter
  - Feud of the Year (1980) vs. Larry Zbyszko
  - Wrestling Observer Newsletter Hall of Fame (1996)